# Andrejs Kovaļovs
Andrejs Kovaļovs (* 23. März 1989 in Daugavpils, Lettische SSR) ist ein lettischer Fußballspieler auf der Mittelfeldposition.

## Karriere

### Verein
Kovaļovs wurde in Daugavpils geboren, der zweitgrößten Stadt in Lettland, die in seinem Geburtsjahr noch als Unionsrepublik zur Sowjetunion gehörte. Bereits im jungen Alter trat er dem dortigen FC Daugava Daugavpils bei. Beim Verein aus dem Südosten des Landes debütierte er 2007 im Alter von 18 Jahren in der höchsten lettischen Spielklasse, der Virslīga. In der folgenden Saison 2008 spielte Kovaļovs einmal und kam in den folgenden Spielzeiten 2009 und 2010 vermehrt zum Einsatz, wobei erst ab 2012 als Stammspieler. In der sechsten Profisaison gewann er mit seinem Heimatverein die lettische Meisterschaft.
2014 wechselte Kovaļovs zum moldauischen Erstligisten FC Dacia Chișinău, die ihn für die zweite Jahreshälfte 2015 zu Skonto Riga in Lettland ausliehen. Zwei Monate nach Leihende kehrte er nach Lettland zurück und spielte ab Februar 2016 je ein Jahr für FK Jelgava, Riga FC und FK Spartaks Jūrmala. 2019 wurde er vom bulgarischen Erstligisten und Tabellenschlusslicht FC Wereja Stara Sagora verpflichtet, Kovaļovs verließ den Klub nach zwei Monaten und sechs Einsätzen wieder. Von Juni 2019 bis März 2022 spielte er anschließend beim Ortsrivalen seines Debütvereins, dem BFC Daugavpils.

### Nationalmannschaft
Kovaļovs debütierte 2010 unter Aleksandrs Starkovs in der lettischen A-Nationalmannschaft im Länderspiel gegen China, nachdem er für Aleksandrs Fertovs eingewechselt worden war. Das nächste Länderspiel, das er absolvieren sollte, fand im August 2011 gegen Finnland statt, wobei er wiederum eingewechselt wurde. Der dritte Einsatz im Trikot der Letten erfolgte im August 2013, nachdem er sich im Verein als treffsicherer Mittelfeldspieler hervorheben konnte und dadurch nach einem Jahr ohne Einsatz im Nationaltrikot vom neuen Trainer Marian Pahars in den Kader berufen worden war. Im Spiel gegen Estland, das im Lilleküla staadion von Tallinn stattfand, war er neben Deniss Rakeļs der Spieler mit den wenigsten Länderspieleinsätzen der beiden Mannschaften. Auch im dritten Spiel kam er als Einwechselspieler zum Zuge, wobei er für Alans Siņeļņikovs in die Partie kam. Seine zehntes und letztes Länderspiel absolvierte er im Oktober 2014.

## Erfolge
(Quelle: )
FC Daugava Daugavpils
- Lettischer Pokalsieger: 2008
- Lettischer Meister: 2012
- Lettischer Supercupsieger: 2013

FK Jelgava
- Lettischer Pokalsieger: 2016

Persönliche Auszeichnungen
- Torschützenkönig der Virslīga: 2013 (16 Treffer)